# Agathisanthemum globosum
Agathisanthemum globosum är en måreväxtart som först beskrevs av Ferdinand von Hochstetter och Achille Richard, och fick sitt nu gällande namn av Johann Friedrich Klotzsch. Agathisanthemum globosum ingår i släktet Agathisanthemum och familjen måreväxter. Inga underarter finns listade i Catalogue of Life.